# Holbækgård
Holbækgård er en gammel hovedgård i Østjylland, som allerede nævnes i et dokument fra 1396.
Holbækgård ligger godt 1,5 km nordvest for Holbæk (ca. 18 km nordøst for Randers) og ligger i Holbæk Sogn, Rougsø Herred, Norddjurs Kommune. 
Hovedbygningen er opført i 1560, forlænget i 1645 og ombygget i 1800. Gården blev i år 1700 ophøjet til stamhus af Berte Skeel, hvor gården skulle gå i arv i slægten Skeel.
Holbækgård Gods er på 917 hektar med Langtoftegård og Færgegården

## Ejere af Holbækgård
- (1280-1287) Rane Jonsen Rani[2]
- (1287-1300) Kronen
- (1300-1325) Poul Magnussen Munk
- (1325-1353) Johannes Poulsen Munk
- (1353-1362) Johannes Poulsen Munks dødsbo
- (1362-1385) Johannes Sommer
- (1385-1398) Peder Sested
- (1398-1408) Jac Bort
- (1408-1536) Århus Bispestol
- (1536-1544) Kronen
- (1544-1568) Hans Stygge[2]
- (1568-1604) Mourids Hansen Stygge
- (1604-1613) Anne Iversdatter Lykke gift Stygge[2]
- (1613-1639) Albert Christensen Skeel[2]
- (1639-1659) Christen Albertsen Skeel
- (1659-1662) Berte (Christensdatter) Skeel gift Rosenkrantz
- (1662-1676) Niels Rosenkrantz
- (1676-1720) Berte Skeel, enke efter Niels Rosenkrantz
- (1720) Charlotte Amalie Mogensdatter Skeel gift von Plessen
- (1720-1727) Christian Ludvig von Plessen
- (1727-1739) Axel Bille
- (1739-1751) Sophie Seefeld gift Bille
- (1751-1765) Henrik Axelsen Bille-Brahe
- (1765-1779) Johan Ernst Røtgersen Tegder
- (1779-1780) Margrethe Sophie Heldvad gift Tegder
- (1780-1791) Hans Ammitzbøll[2]
- (1791-1850) Rasmus Ammitzbøll
- (1850-1852) Th. de Neergaard / Adolf Tobias Herbst Mourier-Petersen
- (1852-1893) Adolf Tobias Herbst Mourier-Petersen
- (1893-1908) Harald Herman von Rehling-Qvistgaard
- (1908-1914) Adolf Julianus Hastrup
- (1914-1915) N. P. Christensen
- (1915-1917) A. C. Sørensen
- (1917-1928) J. Th. Suhr Schouboe
- (1928-1930) Handelsbanken i København
- (1930-1941) P. Salskov Iversen (Hovedbygningen)
- (1930-1941) Statens Jordlovsudvalg (Avlsgården)
- (1941-1945) Anna Margrethe Kjeldsen gift (1) Juncker (2) Horneman
- (1945-1961) Elisabeth Juncker gift Ratel (datter)
- (1961-1973) Claus greve Ahlefeldt-Laurvig[3]
- (1973-1992) Kristina Krag-Juel-Vind-Frijs, gift Pedersen
- (1992-) Niels Bjerregaard / Annette Rønne